# Иракли Азарови
Иракли Азарови (груз. ირაკლი აზაროვი; Тбилиси, 21. фебруар 2002) је грузијски фудбалер.

## Клупска каријера
Азарови је професионалну фудбалску каријеру почео 2019. године у Динаму из Тбилисија. Након тога је био играч и Динама из Батумија. 
У августу 2022. године је прешао у Црвену звезду из Београда. Дебитовао је за први тим Црвене звезде 27. августа против Јавора у Суперлиги Србије. Са клубом је освојио дуплу круну у такмичарској 2022/23. Након годину дана у Црвеној звезди, Азаров је прешао  у Шахтјор из Доњецка са којим је потписао петогодишњи уговор.

## Репрезентација
Азарови је дебитовао за репрезентацију Грузије 2. јуна 2021. на пријатељској утакмици против репрезентације Румуније.

## Статистика

### Репрезентација
Ажурирано 15. септембра 2023. 
| Грузија | Грузија | Грузија |
| Година  | Наступи | Голови  |
| ------- | ------- | ------- |
| 2021    | 6       | 0       |
| 2022    | 4       | 0       |
| 2023    | 4       | 0       |
| Укупно  | 14      | 0       |

## Трофеји
Динамо Тбилиси
- Прва лига Грузије : 2019, 2020.

Динамо Батуми
- Прва лига Грузије : 2021.
- Суперкуп Грузије : 2022.

Црвена звезда
- Суперлига Србије : 2022/23.
- Куп Србије : 2022/23.